# アルノルト・ファン・ヘネップ
アルノルト・ファン・ヘネップ（フランス語: Arnold van Gennep、1873年4月23日 - 1957年5月7日）は、フランスの文化人類学者、民俗学者。1912年からスイスのヌーシャテル大学の教授を務めた。「通過儀礼」概念で後世に多くの影響を残した。アーノルド・ファン・ジェネップ、アルノルド・ヴァン・ジェネップとも呼ばれる。

## 生涯
当時、デュルケーム学派がフランスの主流学派であったが、彼等は実地調査を行わなかった。対して、ファン・ヘネップは民族的習慣を生きた文化として重視し、精力的に民俗学資料を集め、『現代フランス民俗学』を出版した。後年、有力な民俗的資料として利用され、今日の社会史研究に大きな影響を与えている。
ファン・ヘネップはオランダ語読みで、フランス語読みではバン（ヴァン）・ジュネップ。ドイツ語読みでゲネップとも表記されることがある。父がフランス系軍人、母がオランダ貴族出身でヘネップ自身はドイツに生まれ、フランスで育ち活躍したことから、日本で用いられる現地読みに基づいた表記の混乱が生じたと推測される。

## 主要著作
- Les rites de passage, Emile Nourry, 1909.
  - 綾部恒雄・綾部裕子訳『通過儀礼』
    - 弘文堂〈人類学ゼミナール〉、1977年
    - 弘文堂〈Kobundo renaissance〉、1995年
    - 岩波文庫、2012年

  - 秋山さと子・彌永信美訳『通過儀礼』思潮社、1977年
- Manuel de folklore français contemporain (titré Le Folklore français dans la réédition chez Robert Laffont, collection « Bouquins »), 1937-1958.